# 列维亚基纳市镇
列维亚基纳市镇（俄语：Ревякинское муниципальное образование）是俄罗斯联邦伊尔库茨克州伊尔库茨克区所属的一个市镇。其下辖有个居民点，行政中心为列维亚基纳。据2016年统计，该市镇的人口为1710人。